# Religiøs oplevelse
En religiøs oplevelse (også kendt som en spirituel oplevelse, mystisk oplevelse) er en oplevelse, der lader et menneske opleve religion umiddelbart. Oplevelsen er altså ikke i sig selv afhængig af hverken tro eller tænkning. Ikke mere end f.eks. en farveoplevelse, en musikalsk oplevelse eller en humoristisk oplevelse er det. Spørgsmålet om tro kommer først ind i billedet bagefter, når man skal overveje, om oplevelsen var autentisk eller en hallucination.
En religiøs oplevelse kan godt være noget stort og dramatisk som f.eks. et mirakel eller en åbenbaring; men langt de fleste religiøse oplevelser er ganske udramatiske, hvor der måske ikke engang "sker" noget. Disse oplevelser påvirker ikke først og fremmest gennem den enkelte oplevelses styrke, men snarere gennem deres mængde. For mange mennesker er religiøse oplevelser noget helt dagligdags, der optræder mange gange hver dag.
Der er nogle typer af oplevelse, som er meget almindelige:
- En umiddelbar følelse af at være ét med noget, der er meget større end én selv.
- En oplevelse af, at alt er meningsfuldt, og at alle hændelser indgår i et sammenhængende og meningsfuldt mønster.
- En oplevelse af "styring" eller beskyttelse af en højere magt

Religiøse oplevelser kan opstå helt spontant og uden åbenbar oprindelse; men de kan også udspringe af f.eks. naturoplevelser, musik, meditation, bøn eller samvær med andre mennesker. Endelig kan religiøse oplevelser fremprovokeres ved direkte stimulering af et bestemt punkt i hjernen.

## Kristendom
Religiøse oplevelser i kristendommen har sit udspring i urkirken, hvor troen på Helligånden gav udslag i, at mange kristne udøvede tungetale og profetering. Det tidligste eksempel på, at kristne fik religiøse oplevelser er fra Apostlenes Gerninger kap 2,4 hvor der står, at Helligånden kom over apostlene og satte dem i stand til at tale på andre sprog end deres eget.
I moderne kristendom praktiseres direkte åndelig inspiration i form af troen på Helligånden primært af Pinsekirken og andre evangeliske kirker.